# Los 4 Fantásticos
Los Cuatro Fantásticos (estilizado muchas veces como 4 Fantásticos) son un equipo ficticio de superhéroes que aparece en cómics estadounidenses publicados por Marvel. El grupo debutó en The Fantastic Four #1 (noviembre 1961), el cual ayudó a marcar el comienzo de un nuevo nivel de realismo en el medio. Los Cuatro Fantásticos fue el primer equipo de superhéroes creado por Stan Lee y el escritor-editor y artista Jack Kirby, quienes desarrollaron un enfoque de colaboración a la hora de crear cómics con este título, y que se usaría a partir de entonces en Marvel Cómics.
Los cuatro personajes asociados tradicionalmente con los Cuatro Fantásticos, quienes obtuvieron superpoderes tras ser expuestos a rayos cósmicos durante una misión científica al espacio exterior, son el Sr. Fantástico (Reed Richards), un genio científico y el líder del equipo, quien puede estirar su cuerpo en longitudes y formas increíbles; la Mujer Invisible (Susan "Sue" Storm), que se terminó casando con Reed, y puede hacerse invisible y más tarde proyectar poderosos campos de fuerza; la Antorcha Humana (Johnny Storm), el hermano menor de Sue, quien puede generar llamas, rodearse de ellas, y volar; y la "The Thing", también conocido como la Cosa o la Mole (Ben Grimm), su gruñón pero benevolente amigo, una ex-estrella del fútbol americano en la universidad y el compañero de universidad de Reed, así como un buen piloto, quien posee fuerza y resistencia sobrehumana debido a la naturaleza de su piel similar a roca.
Siendo el primer título de un equipo de superhéroes producido por Marvel Comics, este formó una piedra angular del ascenso de la compañía en los 60 de una pequeña división de una empresa editorial a un conglomerado de la cultura pop. El título pasaría a mostrar el talento de creadores de cómics como Roy Thomas, John Buscema, George Pérez, John Byrne, Steve Englehart, Walt Simonson, y Tom DeFalco, y es uno de los varios títulos de Marvel originarios de la Edad de Plata de los Cómics que aún está en publicación en la década de 2010.
Desde su introducción original en 1961, los Cuatro Fantásticos han sido retratados como una familia algo disfuncional, pero amorosa. Rompiendo convenciones con otros arquetipos de cómics de la época, pelean y se guardan rencores tanto profundos como pequeños entre ellos, y evitan el anonimato y las identidades secretas a favor del estatus de celebridades. El equipo también es muy conocido por sus encuentros con personajes recurrentes como el malvado monarca llamado El Doctor Doom, el devorador de planetas llamado Galactus, Namor el submarinero, príncipe de Atlántida, el ejecutor tiránico y despiadado del Imperio Kree llamado Ronan el Acusador; Annihilus el gobernante de la Zona Negativa, el viajero espacial llamado Silver Surfer y el guerrero Skrull llamado Kl'rt.
Los Cuatro Fantásticos se han adaptado a otros medios, incluidos varios videojuegos, series animadas y 
películas de acción en vivo.

## Trayectoria editorial

### Orígenes
Según una versión apócrifa, en 1961, el veterano editor de revistas y cómics Martin Goodman estaba jugando al golf con Jack Liebowitz o Irwin Donenfeld, de la empresa rival DC Comics, entonces conocida como National Periodical Publications, y el alto ejecutivo se jactó del éxito de DC con el nuevo equipo de superhéroes Liga de la Justicia de América (JLA). Aunque el productor de cine e historiador de cómics Michael Uslan ha desacreditado los detalles de esa historia, Goodman, un seguidor de las tendencias editoriales, consciente de las fuertes ventas de la JLA, dio instrucciones a su editor de cómics, Stan Lee, para que creara una serie de cómics sobre un equipo de superhéroes. Según Lee, escribiendo en 1974, «Martin mencionó que había notado que uno de los títulos publicados por National Comics parecía vender mejor que la mayoría. Era un libro llamado The [sic] Justice League of America y estaba compuesto por un equipo de superhéroes. ... 'Si la Liga de la Justicia se está vendiendo', dijo, '¿por qué no sacamos un cómic con un equipo de superhéroes?».: 16 
Lee, que había sido durante dos décadas editor en jefe y director artístico de Marvel Comics y de sus empresas predecesoras, Timely Comics y Atlas Comics, sentía que el medio se había vuelto creativamente restrictivo. Decidido a «labrarme una verdadera carrera en el mundo de ningún sitio de los cómics», Lee llegó a la conclusión de que «solo por esta vez, haría el tipo de historia que yo mismo disfrutaría leyendo.... Y los personajes serían el tipo de personajes con los que podría identificarme personalmente: serían de carne y hueso, tendrían sus defectos y debilidades, serían falibles y animados, y—lo más importante de todo—dentro de sus coloridos traseros disfrazados seguirían teniendo pies de barro».: 17 
Lee narró uno de sus primeros comentarios grabados sobre la creación de los Cuatro Fantásticos para un fanzine en 1968, época en la que Jack Kirby también trabajaba en Marvel (el propio Kirby es entrevistado por separado en la misma publicación). Cuando se le preguntó quién creó el equipo, si él o Kirby, Lee respondió: «Ambos, fue principalmente mi idea, pero Jack creó los personajes visualmente». En el libro de 1974 Origins of Marvel Comics, Lee describió el proceso creativo con más detalle, afirmando que desarrolló los personajes básicos, así como una sinopsis de la historia para que la siguiera el dibujante del primer número, Jack Kirby. Lee señaló la participación tanto de Kirby como del editor Martin Goodman antes de preparar su sinopsis: «Después de darle vueltas a la idea con Martin y Jack durante un tiempo, decidí llamar a nuestro pintoresco cuarteto los Cuatro Fantásticos. Escribí una primera sinopsis detallada para que Jack la siguiera y el resto es historia».: 18 Kirby entregó sus páginas de arte dibujado a Lee, que añadió diálogos y subtítulos. Este aproximación a la hora de crear cómics, que se conoció como el «Método Marvel», funcionó tan bien que Lee y Kirby lo utilizaron a partir de entonces, y el Método Marvel se convirtió en el estándar de la compañía en cuestión de un año.: 87 
Sin embargo, Kirby recordó los acontecimientos de forma algo diferente. En una entrevista para una fanzine en 1970 confirmó la participación de Lee en la creación de los Cuatro Fantásticos, pero se atribuyó el mérito de los personajes e ideas principales, afirmando: «Fue mi idea. Fue mi idea hacerlo de la forma en que fue; mi idea desarrollarlo de la forma en que lo fue. No estoy diciendo que Stan no tuviera nada que ver con ello. Por supuesto que sí. Hablábamos las cosas». Años más tarde, cuando se le cuestionó específicamente sobre la versión de los hechos de Lee en una entrevista de 1990, Kirby respondió «Diría que eso es una mentira absoluta»,: 39 aunque el entrevistador, Gary Groth, señala que esta declaración debe considerarse con precaución. Kirby afirma que se le ocurrió la idea de los Cuatro Fantásticos en las oficinas de Marvel, y que Lee se limitó a añadir los diálogos después de que la historia estuviera dibujada.: 38 Kirby también trató de establecer, de forma más creíble y en numerosas ocasiones, que los elementos visuales de la tira eran sus concepciones. Señalaba regularmente a un equipo que creó para la editorial rival DC Comics en la década de 1950, los Challengers of the Unknown. «[S]i te fijas en los uniformes, son los mismos... Siempre les doy un uniforme ceñido con un cinturón... los Challengers y los Cuatro Fantásticos tienen un mínimo de decoración. Y, por supuesto, la piel de la Cosa es una especie de decoración que rompe la monotonía del uniforme azul».: 4 Sin embargo, es importante señalar que los Cuatro Fantásticos llevaban atuendo civil en lugar de uniforme, que solo se introdujo (junto con el cuartel general en el edificio Baxter) en el tercer número de la serie tras comentarios de los lectores. El diseño original presentado también fue modificado para incluir la icónica insignia en el pecho de un «4» dentro de un círculo que fue diseñado por Lee.
Dadas tales declaraciones contradictorias, los comentaristas externos han encontrado difícil determinar quién creó a los Cuatro Fantásticos. Existe una sinopsis mecanografiada hecha por Lee para el segmento introductorio del primer número de los Cuatro Fantásticos, en la que se describen los personajes y sus orígenes, con varias diferencias menores respecto a la versión publicada. Sin embargo, Earl Wells, escribiendo en The Comics Journal, señala que la existencia del documento no afirma su lugar en la creación: «[N]o tenemos forma de saber si Lee escribió la sinopsis después de una discusión con Kirby en la que éste aportó la mayoría de las ideas».: 78 
También es destacable que la primera aventura de los Cuatro Fantásticos, en 1961, presenta a un equipo de cuatro aventureros (tres hombres y una mujer) liderados por un Profesor que viajan al centro de la Tierra y se enfrentan a monstruos gigantes mientras luchan con un protagonista humano que también es del mundo de la superficie. Aunque ni Lee ni Kirby mencionaron nunca la película de 1959 Viaje al centro de la Tierra como inspiración directa, el editor Martin Goodman era conocido por seguir las tendencias populares del entretenimiento para atraer ventas en su línea de cómics.
El historiador de cómics R. C. Harvey cree que los Cuatro Fantásticos fueron una continuación del trabajo que Kirby había hecho anteriormente, y por tanto «más probablemente creaciones de Kirby que de Lee».: 69 Con todo, Harvey señala que el método de colaboración de Marvel permitía que cada hombre reclamara el crédito,: 68 y que el diálogo de Lee añadió a la dirección que tomó el equipo.: 69 Wells argumenta que las contribuciones de Lee establecieron el marco dentro del cual trabajó Kirby, y esto hizo a Lee «más responsable».: 85 El historiador de cómics Mark Evanier, asistente del estudio de Jack Kirby en los años 70, dice que la opinión ponderada de los contemporáneos de Lee y Kirby era «que Los Cuatro Fantásticos fueron creados por Stan y Jack. No parecía apropiado dividir más el crédito.: 122 

### Décadas de 1960 y 1970
El lanzamiento de Los Cuatro Fantásticos n.º 1 (noviembre de 1961) fue un éxito inesperado. Lee estaba listo a abandonar el campo de los cómics en ese momento, pero la respuesta positiva a Los Cuatro Fantásticos le convenció para quedarse. El título comenzó a recibir cartas de los fans y Lee empezó a imprimir las cartas en una columna de cartas empezando con el número 3. También con el tercer número, Lee creó el hiperbólico eslogan «The Greatest Comic Magazine in the World!!» («¡La mejor revista de cómics del mundo!»). Con el siguiente número, el eslogan se cambió a «The World's Greatest Comic Magazine!» y se convirtió en un elemento fijo en las portadas de los números hasta la década de 1990,: 87 y en numerosas carátulas en la década de 2000.
El número 4 (mayo de 1962) reintrodujo a Namor el Submarinero, un antihéroe acuático que había sido un personaje estrella de la primera iteración de Marvel, Timely Comics, durante el periodo de finales de los años 30 y 40 que los historiadores y los aficionados llaman la Edad de Oro del Cómic. El número 5 (julio de 1962) presentó al némesis más frecuente del equipo, el Doctor Doom. Estos primeros números se publicaron quincenalmente. Con el número 16 (julio de 1963), el título de la portada eliminó el pronombre «The» y pasó a ser simplemente Fantastic Four.
Aunque las primeras historias eran narrativas completas, las frecuentes apariciones de estos dos antagonistas, Doom y Namor, en los números posteriores indicaban la creación de una narrativa larga por parte de Lee y Kirby que se extendió durante meses. Según el historiador de cómics Les Daniels, «solo las narraciones que se extendían a varios números podían contener sus ideas cada vez más complejas».: 88 Durante el largo periodo de sus creadores, la serie produjo muchas tramas y personajes aclamados que se han vuelto centrales para Marvel, incluyendo la raza oculta de experimentos genéticos alienígenas-humanos, los Inhumanos; la Pantera Negra, un rey africano que sería el primer superhéroe negro de los cómics convencionales; las razas alienígenas rivales de los Kree y los Skrulls de formas cambiantes; «Él», la persona que habría de convertirse en Adam Warlock; la Zona Negativa y las moléculas inestables. La historia que a menudo se cita como el mejor logro de Lee y Kirby es la «Trilogía de Galactus» en tres partes que comenzó en Los Cuatro Fantásticos #48 (marzo de 1966), y que narraba la llegada de Galactus, un gigante cósmico que quería devorar el planeta, y su heraldo, el Silver Surfer. Los Cuatro Fantásticos #48 fue elegido como el número 24 en la encuesta de las 100 mejores Marvels de todos los tiempos realizada por los lectores de Marvel en 2001. El editor Robert Greenberger escribió en su introducción a la historia que «cuando el cuarto año de los Cuatro Fantásticos llegaba a su fin, Stan Lee y Jack Kirby parecían estar apenas calentando motores. En retrospectiva, fue quizás el periodo más fértil de cualquier título mensual durante la Era Marvel». Daniels señaló que «[l]os elementos místicos y metafísicos que se apoderaron de la saga se adaptaban perfectamente a los gustos de los lectores jóvenes de los años sesenta», y Lee pronto descubrió que la historia era una de las favoritas en los campus universitarios.: 128 El Cuatro Fantásticos Anual se utilizó para destacar varios acontecimientos clave. El Submarinero fue coronado rey de Atlántida en el primer anual (1963). El anual del año siguiente reveló la historia del origen del Doctor Doom. El Cuatro Fantásticos Anual #3 (1965) presentó la boda de Reed Richards y Sue Storm. Lee y Kirby reintrodujeron a la Antorcha Humana original en el Cuatro Fantásticos Anual #4 (1966) y le hicieron luchar contra Johnny Storm. El embarazo de Sue Richards se anunció en el Cuatro Fantásticos Anual #5 (1967), y el hijo de los Richards, Franklin Richards, nació en el Cuatro Fantásticos Anual #6 (1968) en una historia que también introdujo a Annihilus.
Kirby dejó Marvel a mediados de 1970, habiendo dibujado los primeros 102 números más un número inacabado, publicado parcialmente en Cuatro Fantásticos #108, con alteraciones, y posteriormente completado y publicado como Fantastic Four: The Lost Adventure (abril de 2008). Cuatro Fantásticos continuó con Lee, Roy Thomas, Gerry Conway y Marv Wolfman como escritores regulares consecutivos, trabajando con artistas como John Romita Sr., John Buscema, Rich Buckler y George Pérez, con el entintador Joe Sinnott añadiendo algo de continuidad visual. Jim Steranko también contribuyó con algunas portadas durante esta época. Una serie de corta duración protagonizada por el equipo, Giant-Size Super-Stars, comenzó en mayo de 1974 y cambió su título a Giant-Size Fantastic Four con el número 2. En el cuarto número se introdujo a Jamie Madrox, un personaje que más tarde formaría parte de los X-Men. Giant-Size Fantastic Four se canceló con el número 6 (octubre de 1975). Roy Thomas y George Pérez elaboraron una historia metaficcional para Cuatro Fantásticos #176 (noviembre de 1976) en la que el Hombre Imposible visitaba las oficinas de Marvel Comics y conocía a numerosos creadores de cómics. Marv Wolfman y Keith Pollard crearon una historia de varios números que involucraba al hijo del Doctor Doom y que culminó en el número 200 (noviembre de 1978). John Byrne se incorporó al título con el número 209 (agosto de 1979), realizando bocetos a lápiz para que Sinnott los terminara. Él y Wolfman introdujeron un nuevo heraldo de Galactus llamado Terrax el domador en el número 211 (octubre de 1979).
Tras sus creadores, sus autores más conocidos son:
- John Byrne, que revitalizó la serie. Su historia más conocida es El juicio de Galactus.
- Walter Simonson, en cuya etapa resaltaron los aspectos de ciencia ficción de la serie. Destacan los viajes interdimensionales y a través del tiempo, destacando la originalidad del duelo entre el Dr. Muerte y Mr. Fantástico, basado en saltos en el tiempo hacia delante y hacia atrás, pero en el espacio de unos minutos.
- Chris Claremont y Salvador Larroca, destacando la saga en la que Reed Richards se hace pasar por el Dr. Muerte durante meses.
- Carlos Pacheco y Rafael Marín, etapa que mezcla el retorno a los orígenes (recuperando los trajes originales y el Edificio Baxter), con detalles novedosos.
- Mark Waid y Mike Wieringo, etapa rupturista, con un Dr. Muerte pactando con demonios, los Cuatro Fantásticos enfrentados a una coalición de ejércitos internacional, etc.
- Jonathan Hickman, quien con varios artistas revitalizaron la franquicia, devolviendo a sus personajes a sus orígenes de exploradores, cuya línea argumental más famosa sería la muerte de la Antorcha Humana. En este período Reed Richards funda la Future Foundation, e invita a Spider-Man a reemplazar el lugar dejado por Johnny Storm (creándose así un título que reemplazaría por doce números al original, conocido como FF, el cual continuaría como un título paralelo).

De la serie original, han salido otras colecciones, destacando:
- Marvel Two-In-One: protagonizada por The Thing y otro personaje, que iba cambiando en cada número.
- The Thing: dedicada únicamente a The Thing.
- Fantastic Force: efímera serie, protagonizada por Franklin Richards, temporalmente convertido en adulto, y su grupo.
- Los 4 Fantásticos 2099: los Cuatro Fantásticos viajaban en el tiempo hasta el 2099. Duró 4 números.
- 4: encuadrada en la línea Marvel Knights, con los mismos protagonistas que la serie original.
- FF: formada primero por Mr. Fantástico, Thing, la Mujer Invisible, Spider-Man, el Dr. Doom, el padre de Reed, Franklin y Valeria Richards, y sus amigos, originalmente reemplaza al título Fantastic Four pero luego continua como título paralelo.
- FF (Marvel Now): sus integrantes son el Hombre Hormiga, Hulka, Medusa y una novia de Johnny. Son los sustitutos que dejan los cuatro originales mientras ellos se van a una misión a espacios no explorados.

### Pausa en la franquicia
Debido a la disputa de los derechos cinematográficos entre Marvel y 20th Century Fox, los Cuatro Fantásticos desaparecieron unos dos años de la línea editorial de Marvel Comics, terminando su serie en el ejemplar 645 y cada uno de los personajes siendo ubicado en distintos títulos de la editorial; Susan Storm uniéndose a SHIELD, Reed Richards siendo parte de los Illuminati. En las Guerras Secretas, el Doctor Doom se vuelve un dios, tomando como esposa a Susan y a Valeria y Franklin como hijos. Al terminar dicho evento, la familia Richards se convierte en los nuevos todopoderosos junto con el Hombre Molécula. The thing pasa a formar parte de los Guardianes de la Galaxia y Johnny Storm de los inhumanos.
En agosto de 2018 la historieta volvió con los integrantes originales y comenzando con una nueva numeración contando como guionista con Dan Slott y como artista a Sara Pichelli.

## Personajes
Los Cuatro Fantásticos se forman después de que cuatro astronautas civiles se ven expuestos a los rayos cósmicos durante un vuelo de prueba no autorizado en el espacio exterior en un cohete experimental diseñado por el Dr. Reed Richards. El piloto Ben Grimm y los miembros de la tripulación Susan Storm y su hermano Johnny Storm sobreviven a un aterrizaje de emergencia en un campo en la Tierra. Al salir del cohete, los cuatro descubren que han desarrollado superpoderes increíbles, y deciden usar estos poderes para ayudar a otros.
En el primer número, el equipo habla sobre el cohete espacial de Reed Richards volando hacia las estrellas. La sinopsis original de Stan Lee describía que el plan de la tripulación era volar a Marte, pero Lee poco después escribió que debido a «la velocidad a la que los comunistas están progresando en el espacio, tal vez sea mejor que hagamos de éste un vuelo a las ESTRELLAS, en lugar de solo a Marte, porque ¡para cuando esta revista salga a la venta, los rusos pueden ya haber hecho un vuelo a Marte!"
En una desviación significativa de las convenciones de superhéroes anteriores, los Cuatro Fantásticos no hacen ningún esfuerzo por mantener sus identidades secretas o, hasta el número 3, usar disfraces de superhéroes, manteniendo en cambio un perfil público y disfrutando del estatus de celebridades por sus contribuciones científicas y heroicas a la sociedad. Al mismo tiempo, a menudo son propensos a discutir e incluso pelearse entre ellos. A pesar de sus disputas, los Cuatro Fantásticos demuestran consistentemente que son «un equipo cohesivo y formidable en tiempos de crisis».
Si bien ha habido una serie de cambios con respecto a los miembros del grupo, los cuatro personajes que debutaron en Fantastic Four #1 siguen siendo el núcleo y la combinación más frecuente.
- Sr. Fantástico (Reed Richards), un genio científico, puede estirar, girar, y re-formar su cuerpo a proporciones inhumanas. El Sr. Fantástico sirve como la figura paterna del grupo, y es «apropiadamente pragmático, autoritario, y aburrido».[46] Richards se culpa a sí mismo por la fracasada misión espacial, sobre todo por la manera en la que el incidente transformó al piloto Ben Grimm.[46] Stan Lee dijo que los poderes elásticos estaban inspirados en Hombre Plástico de DC, que no tenía equivalente en Marvel.[47]

- Mujer Invisible (Susan Storm), la novia de Reed Richards (y finalmente esposa), tiene la capacidad de doblar y manipular la luz para hacerse invisible a ella misma y a otras personas. Stan Lee no quería que Sue tuviera una fuerza sobre humana, «que fuera la Mujer Maravilla y que golpeara a la gente», así que finalmente llegó a la invisibilidad, inspirado en obras como El Hombre Invisible.[47] Posteriormente, Sue desarrolla la capacidad de generar campos de fuerza invisibles, que utiliza para una variedad de efectos defensivos y ofensivos.

- Antorcha Humana (Johnny Storm), el hermano menor de Sue Storm, posee la habilidad de controlar el fuego, permitiéndole proyectar fuego desde su cuerpo, así como el poder de volar. Este personaje está basado vagamente en otro personaje llamado la Antorcha Humana publicado por la compañía predecesora de Marvel, Timely Comics, en los 40s, un androide que podía rodearse en llamas. Lee dijo que cuando conceptualizó al personaje, «pensé que era una pena que ya no tuviéramos a la Antorcha Humana, y esta era una buena oportunidad para traerlo de vuelta».[48] A diferencia de los sidekicks adolescentes que lo precedieron, la Antorcha Humana en las historias originales era «un típico adolescente — impulsivo, rebelde, y afectuosamente odioso».[46] Johnny Storm fue asesinado en el arco argumental de 2011 "Three",[49] antes de ser traído de vuelta y reunirse a los reformados Cuatro Fantásticos.[50]

- Thing, también conocido como la Cosa o la Mole (Ben Grimm), compañero de la universidad y el mejor amigo de Reed Richards, ha sido transformado en un monstruoso humanoide anaranjado con piel que parece de roca y fuerza y durabilidad sobrehumanas. Thing frecuentemente está lleno de ira, autodesprecio y lástima por sí mismo a raíz de su nueva existencia. Funge como «una figura de tío, un amigo de larga data de la familia con una personalidad brusca de Brooklyn, mal carácter, y un cáustico sentido del humor».[46] En la sinopsis original que Lee le dio a Kirby, Thing era concebido como «el pesado», pero con el paso de los años, el personaje se ha convertido en «el miembro más querible del grupo: honesto, directo, y libre de pretensiones».[48] Lee dijo que su presentación original a Kirby dijo que The Thing era «alguien que se convertía en un monstruo» y que vivía amargado porque, a diferencia de los otros tres, no podía volver a su apariencia normal.[47]

Los Cuatro Fantásticos han tenido varias bases de operaciones diferentes, siendo la más notable el Edificio Baxter, ubicado en la Calle 42 y la Avenida Madison en la ciudad de Nueva York. El Edificio Baxter fue reemplazado por la Plaza de las Cuatro Libertades en la misma ubicación tras su destrucción a manos de Kristoff Vernard, hijo adoptivo del enemigo fundamental del equipo, el Doctor Doom. (Antes de la finalización de la Torre de las Cuatro Libertades, el equipo tomó residencia temporal en la mansión de los Vengadores). El Muelle 4, una bodega frente al mar, sirvió como la base provisional después de que la Plaza de las Cuatro Libertades fue destruida por el aparente equipo de superhéroes de los Thunderbolts, poco después de la revelación de que en realidad eran el equipo de supervillanos de los Maestros del Mal disfrazados. El Muelle 4 fue finalmente destruido durante una batalla con el supervillano Diablo, después de la cual el equipo recibió un nuevo Edificio Baxter, cortesía de uno de los viejos profesores de Reed Richards, Noah Baxter. Este segundo Edificio Baxter fue construido en la órbita de la Tierra y teletransportado al terreno baldío que antes ocupaba el original.

Pantera Negra y los 4 Fantásticos.

## Personajes secundarios

### Aliados y personajes secundarios
Una serie de personajes están estrechamente afiliados con el equipo, comparten complejas historias personales con uno o más miembros, pero en realidad nunca han sostenido una membresía oficial. Algunos de estos personajes incluyen, pero no están limitados a: Namor el Submarinero (anteriormente un antagonista), Alicia Masters, Lyja, H.E.R.B.I.E., Kristoff Vernard (antiguo protegido del Doctor Doom), Wyatt Wingfoot, la recepcionista androide Roberta, el padre de Sue y Johnny, Franklin Storm, la institutriz Agatha Harkness, y los hijos de Reed y Sue, Franklin y Valeria Richards.
Varios aliados de los Cuatro Fantásticos han servido como miembros temporales del equipo, incluyendo a Crystal, Medusa, Power Man (Luke Cage), Nova (Frankie Raye), She-Hulk, Ms. Marvel (Sharon Ventura), Ant-Man (Scott Lang), Namorita, Tormenta, y Pantera Negra. Una alineación temporal de Fantastic Four #347-349 (diciembre de 1990-febrero de 1991) consistía de Hulk (en su personalidad "Joe Fixit"), Spider-Man, Wolverine y Ghost Rider (Daniel Ketch).
Otros personajes notables que han estado involucrados con los Cuatro Fantásticos incluyen a Alyssa Moy, Caledonia (Alysande Stuart de la Tierra-9809), la Fuerza Fantástica, los Inhumanos (particularmente los miembros de la familia real: Rayo Negro, Crystal, Medusa, Gorgon, Karnak, Tritón, y Mandíbulas), Nathaniel Richards (el padre de Reed Richards), el Silver Surfer (previamente un antagonista), Thundra, el empleado de correos Willie Lumpkin, los rivales de La Mole, la Pandilla de la Calle Yancy y Uatu el Vigilante.
El autor Christopher Knowles afirma que el trabajo de Kirby en creaciones como los Inhumanos y Pantera Negra sirvió como "una vitrina de algunos de los conceptos más radicales en la historia del medio".

### Antagonistas
Escritores y artistas, a lo largo de los muchos años, han creado una variedad de personajes para desafiar a los Cuatro Fantásticos. Knowles dice que Kirby ayudó a crear "un ejército de villanos cuya furia y poder destructivo nunca habían sido vistos antes," y "cuyo impulso principal es aplastar al mundo." Algunas de las enemistades más antiguas y frecuentes del equipo han involucrado a enemigos tales como el Hombre Topo, los Skrulls, Namor el Hombre Submarino, el Doctor Doom, el Amo de las Marionetas, Kang el Conquistador / Rama-Tut / Immortus, Blastaar, Los 4 Terribles, Annihilus, Galactus, y Klaw. Otros antagonistas prominentes de los Cuatro Fantásticos han incluido al Mago, el Trampero, el Hombre de Arena, el Hombre Imposible, el Fantasma Rojo, el Pensador Loco, el Super-Skrull, el Hombre Molécula, Diablo, el Hombre Dragón, Psycho Man, Ronan el Acusador, los Siete de Salem, Terrax y Términus.

## Adaptaciones a otros medios

### Televisión
Las historias gráficas de los Cuatro Fantásticos supusieron un éxito tan rotundo, que la compañía Marvel inició la búsqueda de otras formas de explotar dicha popularidad comercialmente. Una de ellas fue por supuesto la de realizar una serie de animación para la televisión. Los Cuatro Fantásticos también fueron protagonistas en la historia de "Secret Wars" de la serie animada Spider-Man de la década de 1990, y en el episodio "Fantastic Fortitude" (con un pequeño camafeo de los otros miembros de Fantastic Four). La serie de 1996 The Incredible Hulk. Los Cuatro Fantásticos también aparecieron en la serie de 2012 Los Vengadores: los Héroes más poderosos de la Tierra.
- La primera serie de televisión animada de los Cuatro Fantásticos fue producida por Hanna-Barbera en 1967.[59] Para ello contaron con la colaboración de Alex Toth y se crearon 20 capítulos que se emitieron en el programa infantil Saturday Morning TV, emitido por la cadena estadounidense CBS.
- La segunda serie de Televisión fue Los 4 fantásticos esta fue producida por NBC en 1978. En esta serie, el personaje de La Antorcha Humana fue sustituido por el robot H.E.R.B.I.E.[60]
- A esta, siguieron otra serie en 1994 de 26 episodios divididos en dos temporadas y distribuida por 20th Television, y Fantastic Four: World's Greatest Heroes de 2006, una serie de 26 capítulos producida por Cartoon Network, gracias a los derechos que aún posee Hanna-Barbera desde la década de los 70.
- Aparecen en la primera temporada de Los Vengadores: los Héroes más poderosos de la Tierra. Las apariciones más expansivas se encuentran en el episodio La Guerra Privada del Doctor Doom, en el que los Vengadores se unen a los 4 Fantásticos para luchar contra el supervillano titular, y en el episodio final de la segunda temporada, en el que los grupos se unen para luchar contra Galactus. La Mole se convierte en miembro de los Nuevos Vengadores en el episodio 23 de la temporada 2.
- Spider-Man menciona al Edificio Baxter en Ultimate Spider-Man en la primera temporada, el Episodio Abajo El Escarabajo.
- Los 4, aparecen juntos en la primera temporada de Hulk and the Agents of S.M.A.S.H.,[61] episodio, Monstruos nunca más. Los agentes de SMASH ayudan a los Cuatro Fantásticos a frustrar la Invasión Tribbitita.

### Cine
- En 1994 Constantin Film produjo una adaptación de bajo presupuesto que no llegó a su estreno en cines.
- También se han producido las películas Los 4 fantásticos (2005) y Los 4 Fantásticos y Silver Surfer (2007) producidas por 20th Century Fox.
- El 21 de agosto de 2009, 20th Century Fox anunció el reinicio de la franquicia de Los Cuatro Fantásticos (2015).[62] En enero de 2015 se liberó el primer teaser tráiler de la cinta, la cual se estrenó el 7 de agosto de 2015.[63] En febrero de 2014, se reveló que Michael B. Jordan interpretaría a Johnny Storm/Antorcha Humana y Kate Mara sería Sue Storm/Mujer Invisible. En marzo de 2014, fue confirmado que Miles Teller y Jamie Bell interpretarían a Reed Richards/Mr. Fantástico y a Ben Grimm/Mole, respectivamente.[64] En abril de 2014, Variety informó que Toby Kebbell haría de Doctor Doom.[65][66] La película está basada en la serie Ultimate Fantastic Four.[67] Cuatro Fantásticos fue estrenada el 7 de agosto de 2015.
- Una secuela de esta película fue anunciada para el 14 de julio de 2017.[68][69] Sin embargo debido al fracaso en taquilla y en críticas de la película, la secuela se puso en un estado indefinido, mientras que el jefe en distribución doméstica en Fox Chris Aronso comentó que pese a los pobres resultados aún la compañía está comprometida con los personajes: «aunque estamos decepcionados, permanecemos comprometidos a estos personajes y tenemos mucho que esperar de nuestro universo Marvel».[70] En noviembre de 2015 Fox eliminó oficialmente la secuela de su fecha de estreno en el 2017.[71] Con la compra de 21st Century Fox por parte de The Walt Disney Company, los personajes regresaron a Marvel Studios.[72]
- El 10 de diciembre de 2020 las cuentas oficiales de Marvel Studios y Disney, anunciaron como parte del #DisneyInvestorsDay que una película de los Cuatro Fantásticos estaba en producción y estará ambientada en el Universo Cinematográfico de Marvel titulada Los Cuatro Fantásticos: primeros pasos, con Jon Watts a cargo de la dirección, el cual posteriormente decidió abandonar en abril de 2021 para que Matt Shakman asumiera dicha dirección en septiembre de 2022.[73]  El 14 de febrero de 2024, se reveló que Pedro Pascal interpretaría a Reed Richards/Mr. Fantástico, Vanessa Kirby le daría vida a Sue Storm/Mujer Invisible, Joseph Quinn encarnaría a Johnny Storm/Antorcha Humana y Ebon Moss-Bachrach interpretaría a Ben Grimm/La Mole. La película se estrenará el 25 de julio de 2025.

### Videojuegos
- En 1985, los Cuatro Fantásticos protagonizaron Questprobe # 3 The Fantastic Four, un juego de aventuras de Adventure International para la serie Atari de 8 bits. En 1997, el grupo protagonizó el videojuego Fantastic Four.
- El equipo apareció en el videojuego Spider-Man: The Animated Series, basado en la serie animada Spider-Man de la década de 1990, para la Super NES y Sega Genesis.
- The Thing y la Antorcha Humana aparecieron en el juego de 2005 Marvel Nemesis: Rise of the Imperfects.
- Todos los Cuatro Fantásticos aparecen como personajes jugables en el juego Marvel: Ultimate Alliance con Doctor Doom como el enemigo principal.
- Los miembros de los Cuatro Fantásticos también aparecen en Marvel: Ultimate Alliance 2, aunque el equipo está separado en el transcurso del juego, con Mister Fantástico "encerrado" en el lado Pro-Registration de la historia del juego y la Cosa se convierte brevemente no disponible para el jugador, justo cuando salió de América en protesta por la guerra, hasta que regresa para ayudar a prevenir las bajas civiles durante el conflicto.
- La Antorcha Humana aparece en un minijuego en el que el jugador corre contra él en todas las versiones de Ultimate Spider-Man, excepto en la plataforma Game Boy Advance.
- Los Cuatro Fantásticos son unas estrellas en videojuegos basados en la película de 2005 Los 4 Fantásticos y su secuela.
- Los Cuatro Fantásticos son también personajes jugables en Marvel Heroes y Lego Marvel Super Heroes.
- Los Cuatro Fantásticos protagonizó su propio juego virtual de pinball Fantastic Four para Pinball FX 2 lanzado por Zen Studios.[74]
- Todos los Cuatro Fantásticos son personajes jugables en el videojuego para android MARVEL Future Fight.